# Rothorn (Saint-Nicolas, Turtmann-Unterems)
Pour les articles homonymes, voir Rothorn.
Le Rothorn est un sommet des Alpes valaisannes, en Suisse, situé entre les communes de Saint-Nicolas et de Turtmann-Unterems, dans le canton du Valais, qui culmine à 3 277 m d'altitude.
Avec notamment le Furggwanghorn au nord et le Gässispitz au sud, il forme une arête qui sépare la vallée de la Turtmänna à l'ouest et la vallée de la Matter Vispa à l'est.